# Bayernhymne

El Bayernhymne.

Bayernhymne (Himno de Baviera) es el himno oficial del Estado Libre de Baviera.
La melodía de la canción fue escrita por Max Kunz en 1835. El texto de las tres estrofas originales fue escrito por Michael Öchsner. Ambos hombres eran miembros de la Bürger-Sänger-Zunft München (Gremio de Ciudadanos-Cantantes de Múnich), que interpretó la canción por primera vez el 15 de diciembre de 1860.
En 1946, el poeta Joseph Maria Lutz escribió una tercera estrofa para reemplazar la Königsstrophe (Estrofa del rey), ya que desde la abdicación del rey Luis III en 1918, Baviera había estado sin un rey. También reemplazó el Deutsche Erde (suelo alemán) en la primera estrofa por Heimaterde (tierra natal).
En 1946, también fue reconocido oficialmente como el himno nacional de Baviera, y el 29 de julio de 1966, el entonces primer ministro de Baviera, Alfons Goppel, eligió la versión escrita por Joseph Maria Lutz para ser la versión oficial.
En 1980, el ministro-presidente bávaro Franz Josef Strauß cambió la versión oficial para que contuviera solo las primeras dos estrofas y cambió Heimaterde otra vez por Deutsche Erde, aunque la versión Heimaterde todavía es ampliamente utilizada (por ejemplo, fue interpretada durante la visita del Papa Benedicto XVI en su visita a su Baviera natal en 2006, quien también se unió a cantar esta versión).
La canción, como la mayoría de himnos nacionales, contiene muchas representaciones simbólicas, incluyendo repetidas alusiones a los colores blanco y azul, los colores nacionales de Baviera, especialmente al describir el "cielo" (Himmel) de Baviera, que puede referirse tanto al paraíso como el cielo físico.

## Versión actual
(Según el boletín del primer ministro bávaro de 18 de julio de 1980.)
| Alemán | Inglés | Español |
| --- | --- | --- |
| 1. Gott mit dir, du Land der Bayern, deutsche Erde, Vaterland! Über deinen weiten Gauen ruhe seine Segenshand! \|: Er behüte deine Fluren, schirme deiner Städte Bau und erhalte dir die Farben seines Himmels, weiß und blau! :\|                       | 1. God be with thee, land of the Bavarians, German soil, fatherland! Over thy wide area rest His merciful hand! He shall protect thy meadows, shield the buildings of thy towns and preserve thee the colours of His sky, white and blue!                    | 1. Dios esté contigo, tierra de los bávaros, suelo alemán, madre patria! Sobre esta amplia tierra reste su mano de bendición! Él protegerá sus prados, escudará los edificios de las ciudades y preservará los colores de su cielo, blanco y azul!                            |
| 2. Gott mit dir, dem Bayernvolke, dass wir, unsrer Väter wert, fest in Eintracht und in Frieden bauen unsres Glückes Herd! \|: Dass mit Deutschlands Bruderstämmen einig uns ein jeder schau und den alten Ruhm bewähre unser Banner, weiß und blau! :\| | 2. God be with you, people of Bavaria, that we, to our fathers’ worth, fixed in harmony and peace build our own fortunes! That with bonds of German brotherhood Everyone may see us united And the old splendour stands the test our Banner, white and blue! | 2. Dios esté contigo, pueblo de Baviera, que nosotros, como merecen nuestros padres, fijados en armonía y paz construyamos nuestra propia fortuna! Con los lazos de hermanos alemanes todos puedan vernos unidos y el viejo esplendor resista nuestra bandera, blanca y azul! |

## Variaciones

### Versión de Joseph Maria Lutz de 1946
| Alemán | Inglés | Español |
| --- | --- | --- |
| 1. Gott mit dir, du Land der Bayern, Heimaterde, Vaterland! Über deinen weiten Gauen ruhe seine Segenshand! \|: Er behüte deine Fluren, schirme deiner Städte Bau und erhalte dir die Farben seines Himmels, weiß und blau! :\|                            | 1. God be with thee, land of the Bavarians, Native soil, fatherland! Over thy wide area rest His merciful hand! He shall protect thy meadows, shield the buildings of thy towns and preserve thee the colours of His sky, white and blue!                                            | 1. Dios esté contigo, tierra de los bávaros, suelo natal, madre patria! Sobre esta amplia tierra reste su mano de bendición! Él protegerá sus prados, escudará los edificios de las ciudades y preservará los colores de su cielo, blanco y azul!                                                                      |
| 2. Gott mit dir, dem Bayernvolke, dass wir, unsrer Väter wert, fest in Eintracht und in Frieden bauen unsres Glückes Herd! \|: Dass vom Alpenland zum Maine einig uns ein jeder schau und den alten Ruhm bewähre unser Banner, weiß und blau! :\|          | 2. God be with you, people of Bavaria, that we, to our fathers’ worth, fixed in harmony and peace build our own fortunes! That from the Alps to the Main Everyone may see us united And the old splendour stands the test our Banner, white and blue!                                | 2. Dios esté contigo, pueblo de Baviera, que nosotros, como merecen nuestros padres, fijados en armonía y paz construyamos nuestra propia fortuna! Que desde los Alpes hasta el Meno todos puedan vernos unidos y el viejo esplendor resista nuestra bandera, blanca y azul!                                           |
| 3. Gott mit uns und Gott mit allen, die der Menschen heilig Recht treu beschützen und bewahren von Geschlechte zu Geschlecht. \|: Frohe Arbeit, frohes Feiern, reiche Ernten jedem Gau, Gott mit dir, du Land der Bayern unterm Himmel, weiß und blau! :\| | 3. God be with us and God with all, who protect the holy law of humans faithfully, and who preserve it from generation to generation. Happy in work, happy in celebration, rich harvesting in every field. God be with thee, Land of the Bavarians Under the heaven, white and blue! | 3. Dios esté con nosotros y Dios con todos, quien protege el sagrado derecho de las personas fielmente, y quien lo preserva de generación en generación. Felices en el trabajo, felices en la celebración, ricas cosechas en todos los campos. Dios esté contigo, tierra de los bávaros, bajo el cielo, blanco y azul! |

### Poema de Michael Öchsner
(desde 1860)
| Alemán | Inglés | Español |
| --- | --- | --- |
| 1. Gott mit dir, du Land der Bayern, deutsche Erde, Vaterland! Über deinen weiten Gauen ruhe deine Segenshand! Er behüte deine Fluren, schirme deiner Städte Bau und der Himmel dir erhalte seine Farben – Weiß und Blau.                          | 1. God be with thee, Land of the Bavarians, German soil, fatherland! Over thy wide area rest thy merciful hand! He shall protect thy meadows, shield the buildings of thy towns and His Heaven He lifts up His colours – white and blue.                                             | 1. Dios esté contigo, tierra de los bávaros, suelo alemán, madre patria! Sobre esta amplia tierra reste su mano de bendición! Él protegerá sus prados, escudará los edificios de las ciudades y sobre el cielo se alzan sus colores - blanco y azul!                                                     |
| 2. Gott mit dir, dem Bayernvolke, dass wir unsrer Väter wert, fest in Eintracht und in Friede bauen unseres Glückes Herd; dass der Freund da Hilfe finde, wehrhaft uns der Gegner schau, wo die Rauten-Banner wehen, unsre Farben – Weiß und Blau! | 2. God be with you, the people of Bavaria, that we, with our fathers’ worth, fixed in harmony and in peace build our own fortunes; that our friend would find help there, that we are well-fortified our foes we show, where the rhombus-banner waves, our colours – white and blue! | 2. Dios esté contigo, pueblo de Baviera, que nosotros, como merecen nuestros padres, fijados en armonía y paz construyamos nuestra propia fortuna! Que el amigo encuentre aquí ayuda, que se muestre bien fortificada al enemigo, donde ondea la bandera de diamantes, nuestros colores - blanco y azul! |
| 3. Gott mit ihm, dem Bayer-König, Vater Max aus Wittelsbach! Über seinem Hause wölbe sich des Himmels schirmend’ Dach! Gott erhalte uns den Herrscher, Volkes-Glück in jedem Gau, reine Sitte, deutsche Treue, ew’ge Farben – Weiß und Blau.       | 3. God be with him, the Bavarian King, father Max from Wittelsbach! Over his House arches Heaven’s shining roof! God lifts up for us the monarch, people’s Fortune in every place, pure customs, German loyalty, eternal colours – white and blue.                                   | 3. Dios esté con él, el rey de Baviera, padre Max de los Wittelsbach! Sobre su Casa arquee un cielo brillante como techo! Dios levanta para nosotros un monarca, fortuna del pueblo en todo lugar, costumbres puras, lealtad alemana, colores eternos - blanco y azul.                                   |

### Texto posterior de Michael Öchsner
| Alemán | Inglés | Español |
| --- | --- | --- |
| 1. Gott mit dir, du Land der Bayern, deutsche Erde, Vaterland! Über deinen weiten Gauen walte deine Segenshand! Er behüte deine Fluren, schirme deiner Städte Bau und erhalte dir die Farben seines Himmels – Weiß und Blau!                                                                 | 1. God be with thee, Land of the Bavarians, German soil, fatherland! Over thy wide area rule thy merciful hand! He shall protect your meadows, shield the buildings of thy towns and lift up for the the colours of His Heaven - white and blue!                                                                 | 1. Dios esté contigo, tierra de los bávaros, suelo alemán, madre patria! Sobre esta amplia tierra reste su mano de bendición! Él protegerá sus prados, escudará los edificios de las ciudades y sobre el cielo se alzan sus colores - blanco y azul!                                                                                  |
| 2. Gott mit dir, dem Bayernvolke, dass wir, unserer Väter wert, fest in Eintracht und in Frieden bauen unseres Glückes Herd! Dass mit Deutschlands Bruderstämmen [Variante: Dass in Not und in Gefahren] einig uns der Gegner schau und den alten Ruhm bewähre unser Banner – weiß und blau. | 2. God be with you, the people of Bavaria, that we, with our fathers’ worth, fixed in harmony and in peace build our own fortunes! That with bonds of German brotherhood [Variation: That in woe and in peril] we are united our foes we show and the old splendour stands the test our Banner – white and blue. | 2. Dios esté contigo, pueblo de Baviera, que nosotros, como merecen nuestros padres, fijados en armonía y paz construyamos nuestra propia fortuna! Con lazos de hermandad alemana [Variación: Que en la aflicción y en el peligro] nos mostremos unidos al enemigo, y que el viejo esplendor resista nuestra bandera - blanca y azul. |
| 3. Gott mit ihm, dem Bayerkönig! Segen über sein Geschlecht! Denn mit seinem Volk in Frieden wahrt er dessen heilig Recht. Gott mit ihm, dem Landesvater! Gott mit uns in jedem Gau! Gott mit dir, du Land der Bayern, deutsche Heimat – weiß und blau!                                      | 3. God be with him, the Bavarian King! Blessing over his generation! Because with his people in peace he preserves his sacred law. God be with him, the sovereign! God be with us in every place! God be with you, Land of Bavaria, German homeland – white and blue!                                            | 3. Dios esté con él, el Rey de Baviera! Bendiga sobre su generación! Porque con su pueblo en paz preserva su sagrado derecho. Dios esté con él, el soberano! Dios esté con nosotros en cada lugar! Dios esté contigo, Tierra de Baviera, patria alemana - blanca y azul!                                                              |